# شهرستان ببرینا
شهرستان ببرینا (به لاتین: Bebrina) یک منطقهٔ مسکونی در کرواسی است که در شهرستان برود-پوساوینا واقع شده‌است. شهرستان ببرینا ۱۰۰٫۶۳ کیلومتر مربع مساحت و ۳٬۲۵۲ نفر جمعیت دارد.